# 圖拉克袋鼠
圖拉克袋鼠（学名：Macropus greyi）是南澳州及維多利亞州西南部已滅絕的小袋鼠。很多人認為牠們是最優美及最快速的袋鼠。牠們的毛纖幼，背部有深灰色及淺灰色斑紋相隔。斑紋的顏色及形狀會隨季節或個體而有所不同。牠們跳跃时會先跳躍兩段短距離，繼而跳一段長距離。
圖拉克袋鼠是群居的，整群小袋鼠會忠於自己所住的地方。圖克拉袋鼠曾被格雷伊獵犬追捕，但牠們從不急速，直至狗隻追近才跳離。一隻圖克拉袋鼠曾被馬匹追捕達6公里，最後跳越圍欄逃脫。牠們的毛皮是被獵殺的主因，而牠們的生活亦被畜牧所影響。牠們於1910年前較為普遍，於1923年就已經很稀少，最後的一群14隻圖拉克袋鼠生活在洛巴。曾有嘗試將牠們捕捉到袋鼠島來保護但不成功。四隻圖拉克袋鼠曾被捕捉，但全數死亡，死亡因是衰竭及過度驚恐。牠們最終因獵殺、被赤狐掠食及失去棲息地而滅絕。